# ERT3
ERT3 (anciennement ET3, pour Ελληνική Τηλεόραση 3, Télévision Hellénique 3) est une chaîne de télévision publique grecque, appartenant au groupe ERT.

## Histoire
Lancée le 14 décembre 1988, elle est conçue à ses débuts comme une chaîne régionale ciblant les populations du nord du pays (ses studios sont toujours situés à Thessalonique, et non à Athènes). Elle est désormais diffusée dans toute la Grèce, et dispose de studios régionaux à Flórina, Komotini, Alexandroupoli, Paros, Mytilène et Samos.
La programmation de la troisième chaîne grecque est axée sur l'information — avec un accent tout particulier mis sur les informations de proximité —, le divertissement et la culture. Son audience demeure limitée (5,3 % en 2009, selon une étude AGB Nielsen). ET3 est diffusée sur le réseau hertzien et par satellite (bouquet Nova).
Parmi les programmes phares de la chaine figurent notamment « Κyriaki Sto Horio » (Dimanche au village), qui traite de la vie quotidienne, de la culture et des traditions dans les régions rurales de Grèce, « Ο Κosmos Ton Spor » (Le monde des sports), qui, à l'instar de « Spor Sto 3  », traite des derniers résultats sportifs ou « Lavyrinthos » (Labyrinthe), émission socio-économique mêlant débats, interviews et reportages.
Le 11 juin 2013, la chaîne ainsi que l'ensemble des chaines du groupe ERT sont brutalement coupées vers 23h (heure locale) après une annonce faite par le gouvernement grec le jour même. Cependant, cette chaîne de télévision a, peu après, recommencé à émettre ses programmes illégalement sur Internet et ce malgré l'interdiction. Aucune date d'extinction définitive de la chaîne n'avait été communiquée.
Le 11 juin 2015, deux ans jour pour jour après l'arrêt de l'ERT, ET3 devient ERT3 en attendant son relancement sur les ondes hertziennes. Une mire ERT 3 est proposée pendant cette période.
Depuis le 29 juin 2015, ERT3 émet de nouveau sur les ondes hertziennes.

## Identité visuelle (logo)

Logo d'ET3 de 2008 au 11 juin 2015
Logo d'ERT3 depuis le 11 juin 2015
Logo d'ERT 3 depuis le 28 septembre 2020